# Twintigvleklieveheersbeestje
Het twintigvleklieveheersbeestje (Sospita vigintiguttata) is een kever uit de familie van de lieveheersbeestjes (Coccinellidae). De wetenschappelijke naam van de soort werd in 1758 als Coccinella vigintiguttata gepubliceerd door Carl Linnaeus.

## Kenmerken
De volwassen kever wordt 5 tot 6,5 mm lang en heeft achttien tot twintig stippen. Op het halsschild is een M met horizontale streep erdoor te herkennen. De soort komt vooral voor in moerasbos en leeft dan op wilgen. Hij is te vinden van maart tot november.

## Voorkomen
De soort komt in Europa voor. In Nederland is de soort zeer zeldzaam, vooral bekend uit Overijssel en Gelderland. Ook in België is de soort zeer zeldzaam. In 2014 werd de soort in Vlaanderen door het INBO als uitgestorven beschouwd.